# Recidivfara
Recidivfara är en grund för häktning som innebär att det föreligger en risk för att en misstänkt gärningsman fortsätter sin brottsliga verksamhet. För att recidivfara skall anses föreligga krävs i allmänhet att den misstänkte tidigare har begått likartad brottslighet.